# Ilex pseudodorata
Ilex pseudodorata är en järneksväxtart som beskrevs av Loesen. Ilex pseudodorata ingår i släktet järnekar, och familjen järneksväxter. Inga underarter finns listade i Catalogue of Life.